# 科迪亞克站 (阿拉斯加州)
科迪阿克站（英語：Kodiak Station）是位於美國阿拉斯加州科的阿克島自治市鎮的一個非建制地區和人口普查指定地區。根據2010年美國人口普查，該地人口為1301人，而該地的面積約為80.10平方千米。

## 地理
科迪阿克站的座標為57°45′01″N 152°30′23″W / 57.75028°N 152.50639°W，而該地的平均海拔高度為15米（即49英尺）。